# 아스케 쇼
아스케 쇼(일본어: 足助 翔, 1985년 10월 28일 ~ )는 일본의 전 축구 선수이다.

## 구단 경력
과거 도쿄 베르디, 카탈레 도야마에서 활동하였다.